# Miltochrista cruciata
Miltochrista cruciata là một loài bướm đêm thuộc phân họ Arctiinae, họ Erebidae.